# Длина волны

График волны функции (например, физической величины) y, распространяющейся вдоль оси Оx, построенный в фиксированный момент времени (t = const). Длина волны λ может быть измерена как расстояние между парой соседних максимумов y (x) либо минимумов, либо как удвоенное расстояние между соседними точками, в которых y = 0

Длина́ волны́ — расстояние между двумя ближайшими друг к другу точками в пространстве, в которых колебания происходят в одинаковой фазе.
Длину волны можно также определить:
- как расстояние, измеренное в направлении распространения волны, между двумя точками в пространстве, в которых фаза колебательного процесса отличается на {\displaystyle 2\pi }, — данное определение наиболее уместно применительно к линиям передачи[3];
- как путь, который проходит фронт волны за интервал времени, равный периоду колебательного процесса;
- как пространственный период волнового процесса.

Например, для волны, возникающей в воде от равномерно колеблющегося поплавка, длина волны — это расстояние между двумя соседними гребнями волны, измеренное в какой-то момент времени в радиальном направлении. 
Длина волны является одной из основных характеристик волны наряду с частотой, амплитудой, начальной фазой, направлением распространения и поляризацией. Для обозначения длины волны принято использовать греческую букву λ (лямбда), размерность длины волны — метр ([м]).
Как правило, длина волны используется применительно к гармоническому или квазигармоническому (например, затухающему или узкополосному модулированному) волновому процессу в однородной, квазиоднородной или локально однородной среде. Однако формально длину волны можно определить по аналогии и для волнового процесса с негармонической, но периодической пространственно-временной зависимостью, содержащей в спектре набор гармоник. Тогда длина волны будет совпадать с длиной волны основной (самой низкочастотной, фундаментальной) гармоники спектра.

## Длина волны — пространственный период волнового процесса
Волна — колебательный процесс, развивающийся (распространяющийся) в пространстве и во времени, в связи с этим изменяющаяся в волновом процессе физическая величина является функцией пространственных координат и времени (то есть особого вида пространственно-временной функцией). Волновой процесс в частности может быть периодическим (например, гармоническим). По аналогии с периодом колебаний {\displaystyle T}[с] (интервалом времени, за который периодический колебательный процесс повторяется и размерность которого — секунда), длину волны {\displaystyle \lambda } [м] можно рассматривать как пространственный период волнового процесса. Круговой частоте колебания {\displaystyle \omega =2\pi f=2\pi /T} [радиан/с], показывающей, на сколько радиан изменится фаза колебания за 1 с в фиксированной точке (в множестве точек если твердое тело), соответствует «пространственная круговая частота» {\displaystyle k=2\pi /\lambda } [радиан/м], называемая волновым числом и показывающая, на сколько радиан отличаются фазы колебательного процесса в двух точках пространства, расположенных вдоль направления распространения волны на расстоянии 1 м друг от друга. При этом очевидно, что фазы колебательного процесса в двух таких точках, расположенных друг от друга на расстоянии в {\displaystyle \lambda } [м], отличаются ровно на {\displaystyle 2\pi }.

## Универсальные соотношения между длиной волны и частотой
Получить соотношение, связывающее длину волны с фазовой скоростью {\displaystyle v} и частотой {\displaystyle f}, можно из определения. Длина волны соответствует пространственному периоду волны, то есть расстоянию, которое точка с постоянной фазой «проходит» за интервал времени, равный периоду {\displaystyle T} колебаний, поэтому
{\displaystyle \lambda =vT={\frac {v}{f}}={\frac {2\pi v}{\omega }}.}
Эти соотношения являются универсальными для волн любой природы, будь то акустические, электромагнитные или другие.

## Случай электромагнитной волны

### В вакууме
Для электромагнитных волн в вакууме скорость {\displaystyle v} в выписанной выше формуле равна скорости света в вакууме {\displaystyle c} (299 792 458 м/с), и длина волны составляет
{\displaystyle \lambda ={\frac {299\,792\,458~{\text{m/s}}}{f}}}.
Если значение {\displaystyle f} подставить в герцах, то {\displaystyle \lambda } будет выражена в метрах.
Приближённо, с погрешностью около 0,07 % рассчитать длину электромагнитной волны в свободном пространстве можно так: 300 000 км/с делим на частоту в килогерцах, получаем длину волны в метрах. Другой способ — запомнить какую-нибудь удобную пару {\displaystyle f} ↔ {\displaystyle \lambda }, например, частоте 100 МГц соответствует длина волны 3 м; тогда оценив, во сколько раз требуемая частота выше или ниже 100 МГц, можно определить длину волны. Например, 1 МГц ниже 100 МГц в 100 раз, значит 1 МГц ↔ 3 м × 100 = 300 м
Примеры характерных частот и длин волн: частоте 50 Гц (частота тока в электросети) соответствует длина радиоволны 6000 км; частоте 100 МГц (радиовещательный FM-диапазон) — 3 м; 900 (1800) МГц (мобильные телефоны) —
33,3 (16,7) см; 2,4 ГГц (Wi-Fi) — 12,5 см; 10 ГГц (бортовые радиолокационные станции системы управления вооружением современных самолётов-истребителей) — 3 см. Видимый свет представляет собой электромагнитное излучение c длинами волн от 380 до 780 нм.
Радиоволны делят на диапазоны по значениям длин волн, например, 10…100 м — декаметровые (короткие) волны, 1…10 м — метровые, 0.1…1,0 м — дециметровые и т. п. Механизмы и условия распространения радиоволн, степень проявления эффекта дифракции, отражающие свойства объектов, предельная дальность радиосвязи и радиолокации сильно зависят от длины волны. Как правило, габаритные размеры антенн сравнимы либо (справедливо всегда для антенн направленного действия) превышают рабочую длину волны радиоэлектронного средства. Магнитная антенна средневолнового радиоприёмника имеет габарит на порядки меньше длины волны, и при этом, тем не менее, обладает пространственной селективностью.

### В веществе

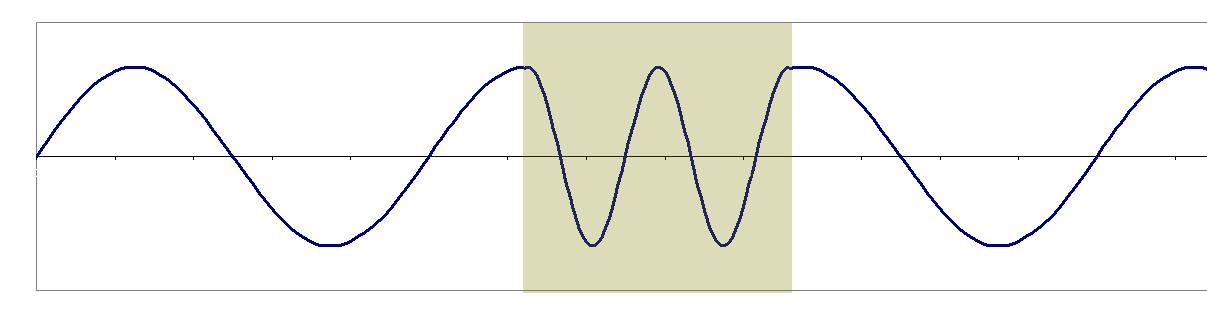
В оптически более плотной среде (слой выделен тёмным цветом) длина электромагнитной волны сокращается. Синяя линия — распределение мгновенного (t = const) значения напряжённости поля волны вдоль направления распространения. Изменение амплитуды напряжённости поля, обусловленное отражением от границ раздела и интерференцией падающей и отражённых волн, на рисунке условно не показано.

Длина электромагнитной волны в среде записывается как
{\displaystyle \lambda ={\frac {c}{nf}},}
где {\displaystyle n={\sqrt {\varepsilon \mu }}} — показатель преломления вещества, {\displaystyle \varepsilon }, {\displaystyle \mu } — относительная диэлектрическая и магнитная проницаемость, соответственно. Величины {\displaystyle \varepsilon } и {\displaystyle \mu } могут существенно зависеть от частоты {\displaystyle f} (явление дисперсии), поэтому в формулу должны подставляться {\displaystyle \varepsilon }, {\displaystyle \mu } именно для рассматриваемой частоты, а не, скажем, для статического поля.
Как правило, {\displaystyle \varepsilon >1} (исключения имеют место на предельно высоких — рентгеновских — частотах), а значит, {\displaystyle n>1} и длина волны в среде меньше, чем для той же частоты в вакууме.
Поскольку для большинства сред в радиочастотном диапазоне {\displaystyle \mu \approx 1} (для диэлектриков {\displaystyle \mu =1}, для ферромагнетиков с ростом частоты {\displaystyle \mu \rightarrow 1}), то в инженерной практике используют величину {\displaystyle 1/{\sqrt {\varepsilon }}<1}, которую называют коэффициентом укорочения. Она равна отношению длины волны в среде к длине волны в вакууме. Например, для полиэтилена (используется в радиочастотном диапазоне как изоляционный материал с малыми потерями) {\displaystyle \varepsilon } = 2,56, и коэффициент укорочения {\displaystyle 1/{\sqrt {\varepsilon }}} = 1/1,6 = 0,625.
Специфический случай представляют волноводы. В них длина электромагнитной волны (поперечномагнитной, поперечноэлектрической) может быть не только больше, чем в среде с тем же значением {\displaystyle \varepsilon }, но и больше, чем вакууме, так как фазовая скорость электромагнитной волны в волноводе превышает скорость электромагнитной волны в среде с тем же {\displaystyle \varepsilon }.

## Случай акустической (упругой) волны
Универсальное соотношение «длина волны — частота» полностью сохраняет актуальность в акустике, с тем уточнением, что под {\displaystyle v} понимается скорость звука в той конкретной среде (воздух, твёрдое тело), в которой рассматривается распространение упругой волны. Например, длина звуковой волны в воздухе связана с частотой как
{\displaystyle \lambda ={\frac {332+0.6\Theta }{f}}},
где {\displaystyle \Theta } — температура в градусах Цельсия, {\displaystyle f} — частота в Гц, а длина волны {\displaystyle \lambda } получается в метрах. В вакууме, естественно, никаких звуковых волн (в отличие от электромагнитных) быть не может.

## Случай квантовомеханической волны де Бройля
Волнам де Бройля в квантовой механике также соответствует определённая длина волны. Частице с энергией {\displaystyle E} и импульсом {\displaystyle p}, соответствуют:
- частота: {\displaystyle f={\frac {E}{h}},}
- длина волны: {\displaystyle \lambda ={\frac {h}{p}},}

где {\displaystyle h} — постоянная Планка.